# Chlorops pannonicus
Chlorops pannonicus är en tvåvingeart som beskrevs av Gabriel Strobl 1893. Chlorops pannonicus ingår i släktet Chlorops och familjen fritflugor. Arten är reproducerande i Sverige. Inga underarter finns listade i Catalogue of Life.